# Limarí (Coquimbo)
Limarí es un pueblo perteneciente a la comuna de Ovalle, dentro de la Región de Coquimbo, que se ubica a 8,8 km de Ovalle, la ciudad más cercana y es flanqueada por la Quebrada del Ingenio y el río Limarí, al igual que es conectada por la ruta D-505, más conocida como Avenida Ovalle. Cuenta con una población aproximada de 200 habitantes según el Instituto Nacional de Estadísticas.

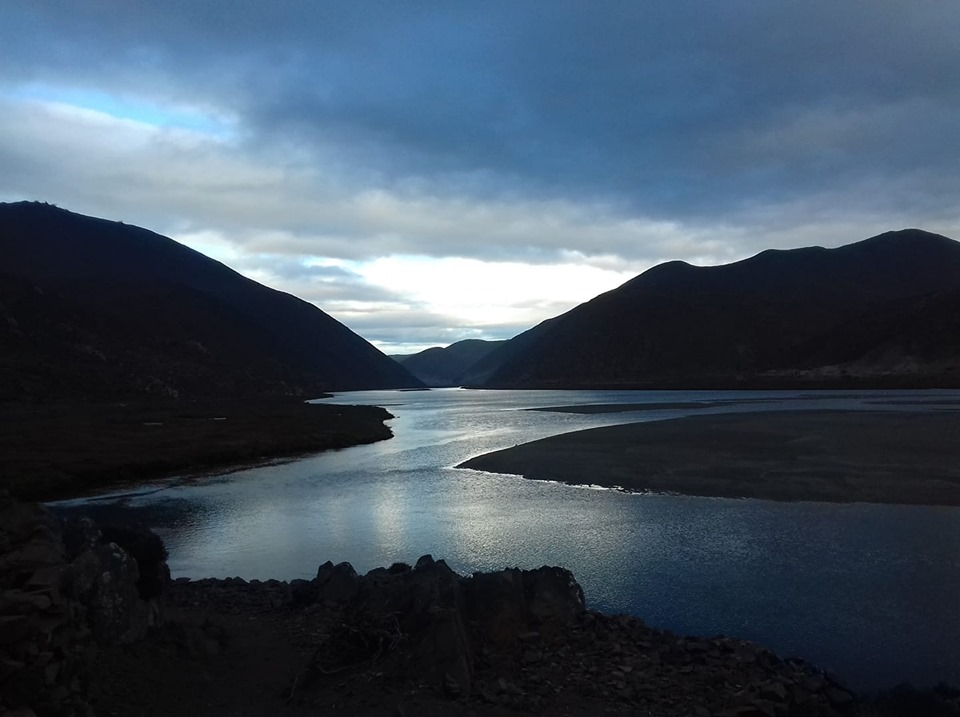
Desembocadura del río Limarí.